# Gary Staples
Gary V. Staples, né le 16 janvier 1940 à Laurel (États-Unis) et mort le 2 janvier 2021 dans la même ville, est un homme politique américain.